# Institut Français de Pondichéry

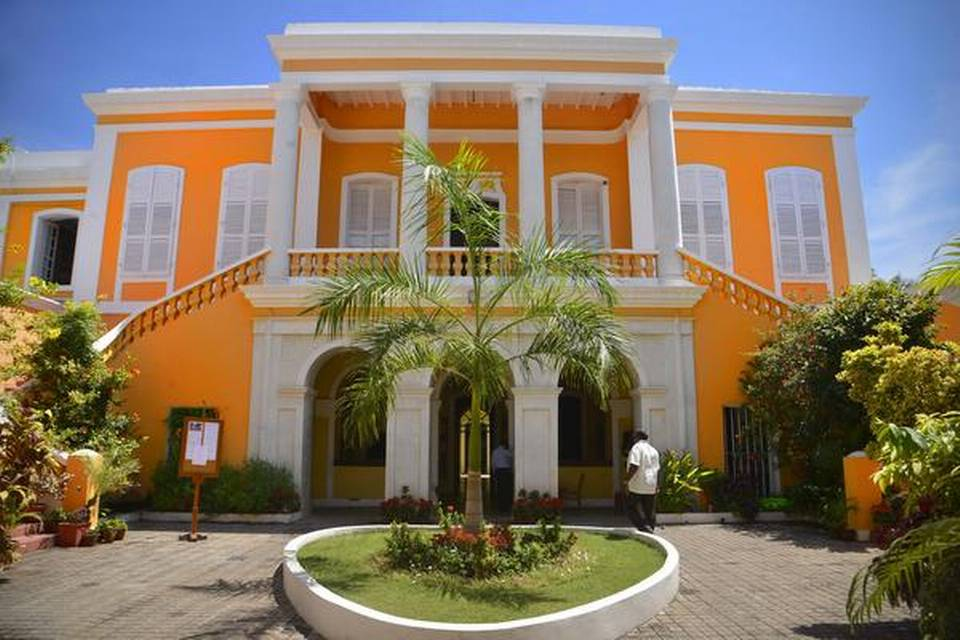
Das Gebäude des IFP

Das Institut Français de Pondichéry (IFP) ist ein französisches Forschungsinstitut in der indischen Stadt Pondicherry (frz. Pondichéry). Es wurde 1955 gegründet und untersteht gleichzeitig dem französischen Außenministerium und der Forschungsorganisation Centre national de la recherche scientifique (CNRS). Forschungsschwerpunkte sind Ökologie, Indologie und Sozialwissenschaften.

## Geschichte
Das IFP entstand im Zuge der Abtretung der französischen Kolonie Pondicherry an Indien mit dem Ziel, die kulturelle und wissenschaftliche Zusammenarbeit zwischen Frankreich und Indien zu stärken. Die Gründung des Instituts wurde in Artikel 24 des Vertrags über die Abtretung der französischen Kolonien in Indien, welcher am 28. Mai 1956 unterschrieben wurde, festgehalten. Die Eröffnung des Instituts hatte bereits am 20. März 1955 stattgefunden. Dabei bezog das IFP seine bis heute genutzten Räumlichkeiten in der Saint Louis Street in Pondicherry. Der Gründungsdirektor des IFP war der Indologe Jean Filliozat, der gleichzeitig auch die École française d’Extrême-Orient (EFEO), ein weiteres französisches Forschungsinstitut mit Asien-Schwerpunkt, leitete.
Ursprünglich besaß das IFP drei Sektionen: eine für französische Sprach- und Literaturwissenschaft, eine für Naturwissenschaften und eine für Indologie. Die Sektionen für französische Sprach- und Literaturwissenschaft wurde bereits 1958 aufgegeben, als die Alliance française die Aufgabe der Vermittlung der französischen Sprache und Kultur in Pondicherry übernahm. 1988 wurden die verbliebenen Sektionen neu organisiert und in drei Abteilungen überführt: eine für Ökologie, eine für Indologie und eine für Sozialwissenschaften. 1994 kam ein Geomatik-Labor hinzu. Die Bibliotheken der Abteilungen wurden 2003 in eine fächerübergreifende Bibliothek zusammengeführt.

## Manuskriptsammlung
Das IFP besitzt eine umfangreiche Sammlung von 8187 Palmblattmanuskripten, 360 Papiermanuskripten und 1144 modernen Transkripte (Abschriften von Palmblattmanuskripten auf Papier), die größtenteils shivaitische Texte enthalten. Gemeinsam mit der Manuskriptsammlung der EFEO in Pondicherry wurde die Sammlung der IFP 2005 unter dem Titel „shivaitische Manuskripte von Pondicherry“ in das UNESCO-Weltdokumentenerbe aufgenommen.